# Ga Itsaraphap MRT
Ga Itsaraphap (tiếng Thái: สถานีอิสรภาพ, phát âm [sā.tʰǎː.nīː ʔìt.sā.rā.pʰâːp]) là một ga tàu điện ngầm Bangkok MRT thuộc tuyến Tuyến Xanh Dương. 
Nó là một trong bốn nhà ga MRT đẹp nhất trong hệ thống, cùng với ga Sanam Chai, Sam Yot, và Wat Mangkon.
Ga Itsaraphap là nhà ga ngầm đầu tiên và duy nhất ở phía bờ Thonburi và là ga ngầm cuối cùng trước đoạn đi trên cao đến ga Tha Phra. Nhà ga liên kết với ga Sanam Chai thông qua đường hầm chạy bên dưới sông Chao Phraya, với khoảng cách tính từ mặt nước đến hầm sâu khoảng 30 m (98 ft), đi bên dưới Đường Itsaraphap từ Soi Itsaraphap 23 đến Soi Itsaraphap 34.
Thiết kế của nhà ga dựa trên biểu tượng thiên nga, một sinh vật huyền thoại tượng trưng cho tài lộc, và nó cũng là biểu tượng của Wat Hong Rattanaram, một ngôi đền với lịch sử lâu đời, được xây dựng từ triều Ayutthaya, để truyền tải lịch sử của các khu vực lân cận, như Wat Ratchasittharam, Wat Arun Ratchawararam (chùa bình minh), Wat Hong Rattanaram, Cung điện Thonburi...
Từ nhà ga này, hành khách có thể du lịch đến nhiều địa điểm nổi tiếng khác, như Đại học Dhonburi Rajabhat, Đại học Bansomdej Chaopraya Rajabhat, cộng đồng Kudi Chin, Trường Taweethapisek, Bệnh viện Thonburi, Bệnh viện Siriraj, Nhà ga Thon Buri với xe buýt, songthaew (một loại tuk-tuk) hoặc taxi.

Bảng hiệu ga Itsaraphap

## Hình ảnh

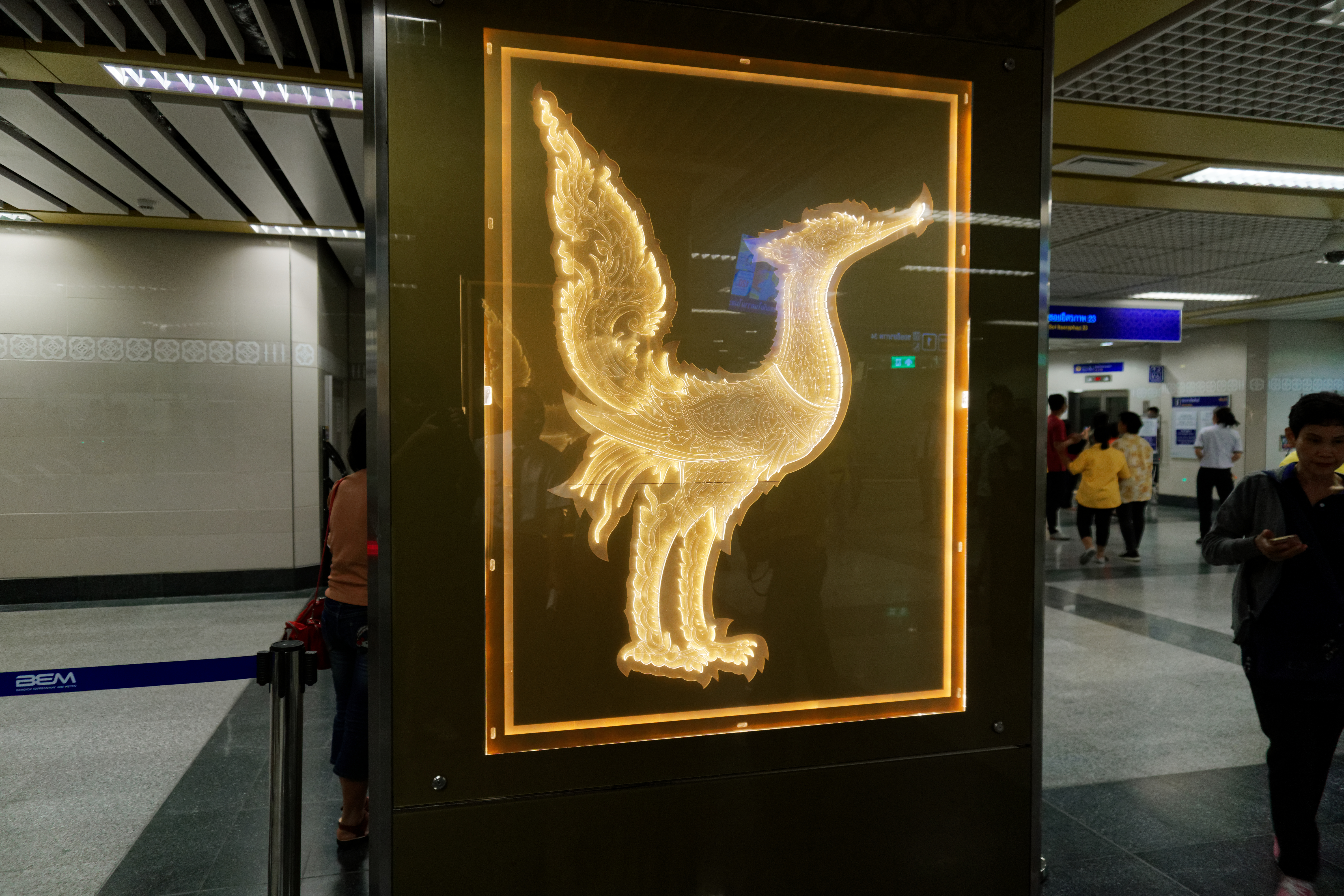
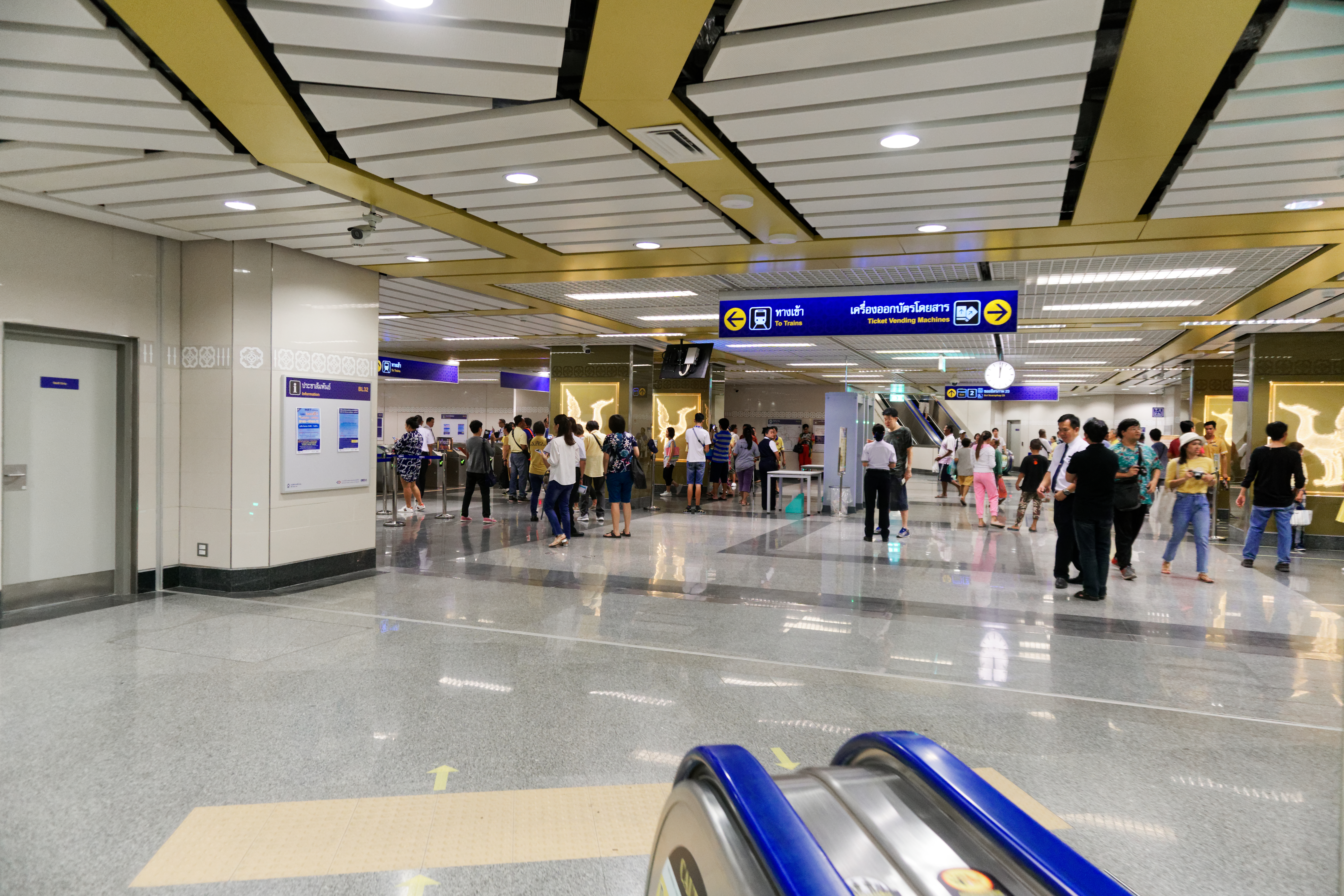
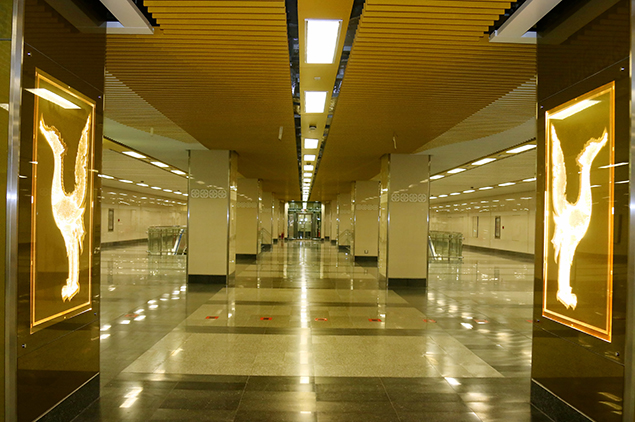
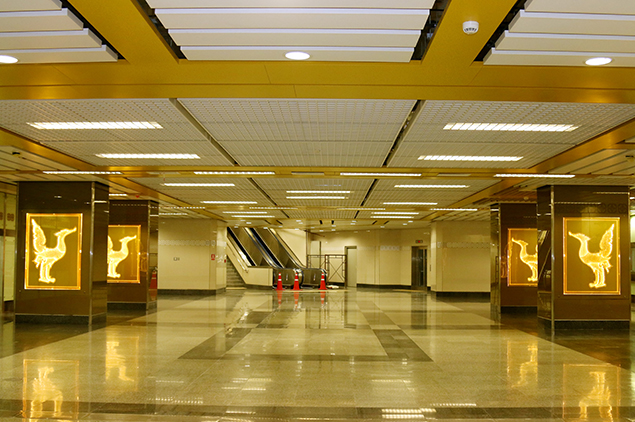
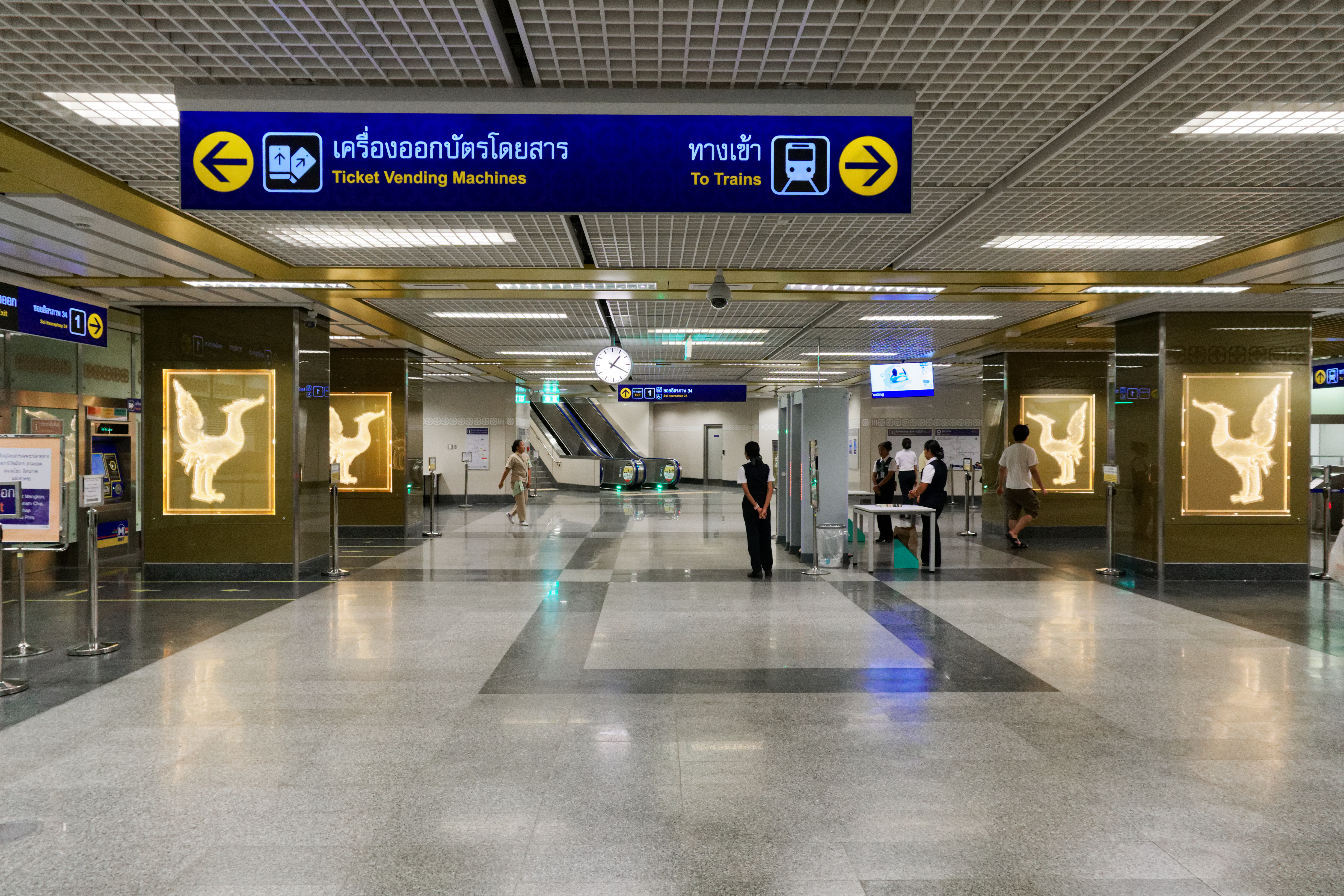

## Bố trí ga
| G Tầng trệt  | -                         | Trạm xe buýt                                                       |
| B1 Tầng hầm  | Tầng hầm                  | Lối thoát 1–2                                                      |
| B2 Hành lang | Hành lang                 | Máy bán vé                                                         |
| B4 Ke ga     | Ke ga 2                   | Tuyến Xanh Dương hướng đi Tha Phra thông qua Bang Sue (Sanam Chai) |
| B4 Ke ga     | Ke ga, cửa sẽ mở bên phải |                                                                    |
| B4 Ke ga     | Ke ga 1                   | Tuyến Xanh Dương hướng đi Lak Song (Tha Phra)                      |